# Mystère place Vendôme
Pour plus de détails, voir Fiche technique et Distribution.
Mystère place Vendôme est un téléfilm français diffusé pour la première fois le 29 décembre 2017 sur la chaîne de télévision suisse RTS Un et en France le 3 janvier 2018 sur France 2. Il appartient à la collection Mystère à Paris.

## Synopsis
En 1898, Jeanne Vasseur est une employée émérite sur le poste de saucier à la cuisine d'un hôtel de luxe, le Ritz, place Vendôme à Paris. Elle a un fils, Paul, âgé de 10 ans. Alors qu'il rentre de l'école, il est enlevé. Un repas diplomatique réunissant des émissaires de plusieurs pays doit avoir lieu au restaurant. Les ravisseurs exigent que Jeanne s'arrange pour pouvoir participer à la préparation de ce repas afin d'introduire un poison dans une sauce. La police est prévenue par un tiers, Rose la tante de Jeanne. Le commissaire Armand de Lamotte, par ailleurs chargé d'assurer la sécurité des personnalités, enquête alors sur l'enlèvement. Jeanne n'avoue pas au commissaire que les ravisseurs l'ont contactée et cherche elle-même à retrouver son fils, aidée de sa tante Rose et d'une cliente de l'hôtel, la comtesse Albertine d'Alencourt.

## Fiche technique
- Réalisateur : Renaud Bertrand
- Scénariste : Marie Vinoy et Elsa Marpeau
- Producteur : Stéphane Moatti
- Montage : Laurence Bawedin
- Photographie : Marc Koninckx
- Son : Jean Casanova et Franck Cartaut
- Musique : François Castello

## Distribution
- Marilou Berry : Jeanne Vasseur, saucière au Ritz
- Anne Brochet : Rose, tante de Jeanne
- Élodie Navarre : Albertine, comtesse d'Alencourt, cliente de l'hôtel
- Félicien Juttner : Armand de Lamotte, commissaire de police
- Charlie Dupont : Auguste Escoffier, chef cuisinier de l'hôtel
- Philippe Vieux : Pietro Branchini, réceptionniste de l'hôtel
- Clément Aubert : Jules, bagagiste ami de Jeanne
- Slimane Yefsah : Émile, cuisinier
- Christophe Malavoy : César Ritz, directeur de l'hôtel
- Bernard Crombey : Duc de Rouvray
- Wolfgang Pissors : Émissaire austro-hongrois
- Solal De Montalivet : Paul Vasseur
- Théo Costa-Marini : Georges

## Accueil critique
Le magazine belge Moustique note de « multiples références cinématographiques populaires et [...] patrimoniales », « une intrigue évoquant Ratatouille et Hostages, servis avec une pointe de Downton Abbey ». La journaliste indique que « la recette n'est pas originale » et que « le charme de cette fiction serait même désuet si son héroïne ne lui insufflait pas cette modernité féministe réclamée ». Emmanuelle Skyvington dans Télérama note un « frétillant scénario et savoureux jeu de comédiens ».  

## Audience
Lors de la diffusion sur France 2 le 3 janvier 2018, ce téléfilm a obtenu la meilleure audience de la soirée, en France, avec 4 722 000 téléspectateurs soit 19 % de part d'audience.